# Москово (Учалинский район)
Моско́во (баш. Мәҫкәү) — деревня в Учалинском районе Республики Башкортостан Российской Федерации. Входит в состав Наурузовского сельсовета.

## География
Расстояние до:
- районного центра (Учалы): 69 км,
- центра сельсовета (Наурузово): 9 км,
- ближайшей железнодорожной станции (Учалы): 79 км.

## Население
| 2002 | 2009 | 2010 |
| ---- | ---- | ---- |
| 470  | ↗485 | ↘409 |

### Национальный состав
Согласно переписи 2002 года, преобладающая национальность — башкиры (99 %).

## Известные уроженцы
- Хайбуллин, Ишмурат Назирович (род. 1977) — башкирский исламский религиозный деятель.